# Fryksände församling
Fryksände församling är en församling i Norra Värmlands kontrakt i Karlstads stift. Församlingen ligger i Torsby kommun i Värmlands län och ingår i Fryksände pastorat.

## Administrativ historik
Församlingen har medeltida ursprung. År 1765 utbröts Östmarks församling, 1822 Vitsands församling och 1851 Lekvattnets församling. 
Församlingen var till 1765 annexförsamling i pastoratet Sund, Emtervik, Fryksände och Lysvik som från 1673 även omfattade Västra Ämterviks församling och från 1751 Gräsmarks församling. Från 1765 till 1 maj 1821 ingick församlingen i Fryksdals pastorat där församlingarna Sunne, Gräsmark, Östra och Västra Ämtervik, Fryksände, Lysvik och Östmark ingick. Från 1 maj 1821 till 1 maj 1912 var den moderförsamling i pastoratet Fryksände och Lysvik som från 1822 även omfattade Vitsands församling, från 1851 Lekvattnets församling och till 1 maj 1878 Östmarks församling. Från 1 maj 1912 till 2002 var den moderförsamling i pastoratet Fryksände och Lekvattnet och som till 1929 även omfattade Vitsands församling. År 2002 utökades pastoratet med Vitsands och Östmarks församlingar.

## Organister
| Period    | Namn                   | Levnadstid | Övrigt   |
| --------- | ---------------------- | ---------- | -------- |
| 1837      | Karl Gustav Kinnvall   | 1814-1867  | Organist |
| 1837-1841 | Karl Fredrik Zetterman | 1812-1841  | Organist |
| 1841-1873 | Olof Rundqvist         | 1812-1873  | Organist |

## Kyrkor
- Fryksände kyrka